# سیلوستر خنچینسکی
سیلوستر خنچینسکی (لهستانی: Sylwester Chęciński؛ زادهٔ ۲۱ مهٔ ۱۹۳۰ - ۸ دسامبر ۲۰۲۱) کارگردان فیلم و فیلم‌نامه‌نویس اهل لهستان بود.
از فیلم‌ها یا مجموعه‌های تلویزیونی که وی در آن‌ها نقش داشته‌است، می‌توان به یک فاجعه و دوست بدار یا رها کن اشاره نمود.